# Radio Pogoda (Łódź)
Radio Pogoda – rozgłośnia radiowa z Łodzi działająca w latach 2005–2008. Nadawanie rozpoczęła 1 kwietnia 2005. Powstała w wyniku przekształcenia Radia Classic, które zmieniło nazwę w związku z planowanym wejściem na łódzki rynek stacji o podobnie brzmiącej nazwie – RMF Classic.
Prezesem Radia Pogoda był Mirosław Korkosz. Od 25 lipca 2006 właścicielem rozgłośni był holding mediowy Eurozet.
6 grudnia 2008 stacja została przyłączona do sieci radiowej Planeta FM, zmieniając częstotliwość na 104,5 MHz oraz nazwę na Planeta Łódź, emitując w dni powszednie pasmo łódzkie oraz część programów warszawskich. Siedziba radia znajduje się przy ulicy Traugutta 25.